# Eduard IV.

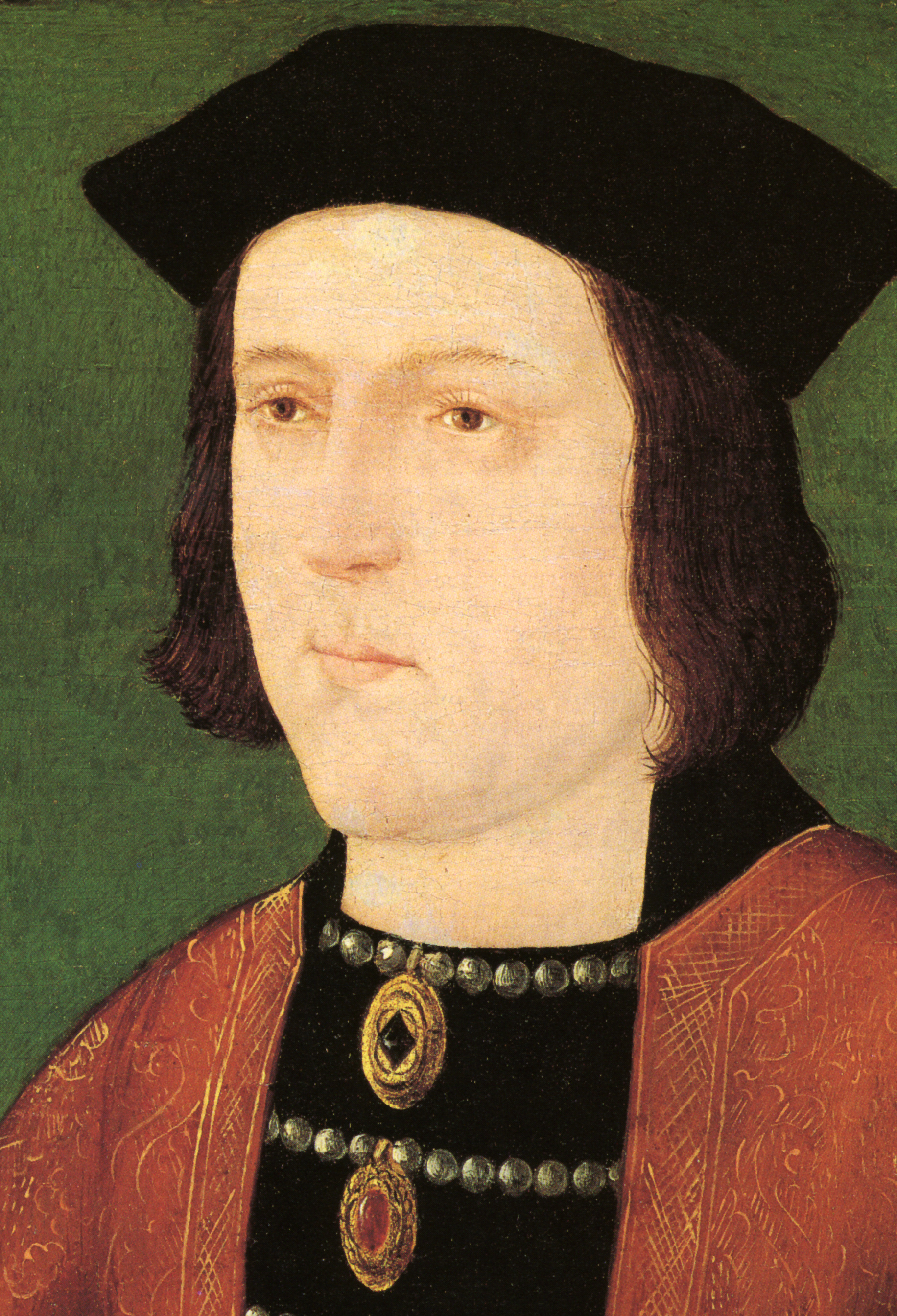
Eduard IV. von England

Eduard IV. (* 28. April 1442 in Rouen; † 9. April 1483 in Westminster) aus dem Haus York war von 1461 bis 1470 und von 1471 bis 1483 König von England.

## Abstammung
Eduard war der älteste Sohn von Richard Plantagenet, 3. Duke of York, und dessen Gemahlin Cecily Neville. Richard hatte ein begründetes Anrecht auf den englischen Thron, aus seiner Sicht sogar ein größeres als König Heinrich VI. selbst. Heinrichs Großvater, Heinrich IV., war vom englischen Parlament 1399 zum König ernannt worden, obwohl sein Cousin Edmund Mortimer, 5. Earl of March, als Vertreter einer älteren Familienlinie das größere Anrecht auf die Thronfolgerschaft hatte. Edmund war zu dieser Zeit allerdings erst acht Jahre alt, und ein Kind auf dem Thron erschien den englischen Baronen zu riskant. Die Linie Mortimer stammte über weibliche Erbfolge vom zweitältesten überlebenden Sohn Eduards III., Lionel of Antwerp, 1. Duke of Clarence, ab, Heinrich VI. war der Urenkel des drittältesten Sohnes Eduards III., John of Gaunt. Eduard war der Urenkel Edmunds of Langley, des vierten Sohnes Eduards III., und über seine Großmutter Anne Mortimer, der Schwester Edmund Mortimers, gleichzeitig Urururenkel Lionels von Antwerpen. In Eduard waren demzufolge die Thronansprüche der zweiten Linie (Clarence-Mortimer) sowie der vierten Linie (York) des Königshauses Plantagenet vereinigt, während sich Heinrich VI. auf die dritte Linie (Haus Lancaster) und sein bereits seit drei Generationen bestehendes Königtum berief. Die Auseinandersetzungen zwischen ihnen und ihren Sympathisanten gingen als Rosenkriege in die englische Geschichtsschreibung ein.

## Herrschaftsantritt und erste Regierungsjahre

Wappen von König Eduard IV.

Eduards Vater Richard fiel schon früh im Verlauf der Rosenkriege 1460 in der Schlacht von Wakefield, kurz nachdem Heinrich VI. ihn unter Druck als seinen Nachfolger anerkannt hatte. Der zu diesem Zeitpunkt 18-jährige Eduard übernahm anstelle seines Vaters die Führung des Hauses York. Auch die mächtige nordenglische Magnatenfamilie Neville unterstützte unter Richard Neville, 16. Earl of Warwick, genannt der Königsmacher, die Yorkisten. Dieser musste aber bei St. Albans eine Niederlage gegen lancastrische Truppen hinnehmen. 
Eduard erfocht jedoch Anfang Februar 1461 bei Mortimer’s Cross einen ersten glanzvollen Sieg. Unmittelbar vor der Schlacht war es ihm gelungen, sein angesichts einer Luftspiegelung, die drei Sonnen zeigte, in Panik verfallendes Heer in die Offensive zu zwingen. Diese Begebenheit begründete seinen Ehrennamen Sunne in Splendour. Gemeinsam mit Richard of Warwick fügte Eduard am Palmsonntag 1461 in der Schlacht von Towton den lancastrischen Truppen eine vernichtende und damit vorerst entscheidende Niederlage zu. Am 28. Juni wurde er als Eduard IV. zum englischen König gekrönt. Dadurch ging die Herrschaft vom Haus Lancaster (rote Rose) an das Haus York (weiße Rose) über. Die Anfangsphase seiner Regierung war von Erfolgen gekrönt: Lancastrische Aufstände in Wales und in Nordengland wurden niedergeschlagen, Schottland zum Frieden gezwungen und schließlich der geisteskranke Heinrich VI. im Tower of London gefangen gesetzt.

## Der Höhepunkt der Rosenkriege
Derweil trat das Haus Lancaster unter der Führung der Königin Margarete von Anjou, der Gemahlin Heinrichs VI., sein Exil in Schottland an. Gemeinsam mit ihrem Sohn Edward of Westminster, dem Prince of Wales, sammelte sie Truppen für eine lancastrische Gegenoffensive. Der Zeitpunkt dafür schien gekommen, als Richard Neville 1470 von York auf die Seite Lancasters wechselte. Er tat dies, weil Eduard IV. am 1. Mai 1464 ohne das Wissen seiner Berater in Grafton Regis heimlich Elizabeth Woodville geheiratet hatte. In den drei vorhergehenden Jahren hatte Neville sich darum bemüht, eine Ehe zwischen Eduard und Bonne von Savoyen, der Schwägerin des französischen Königs Ludwig XI., auszuhandeln. Als im September 1464 bekannt wurde, dass der König bereits geheiratet hatte, fühlte der Earl of Warwick sich hintergangen und gedemütigt.
Die mehrere Jahre ältere Elizabeth Woodville stammte über ihre Mutter Jacquetta von Luxemburg aus dem europäischen Hochadel, war aber selbst nur ritterlichen Geblüts, weil ihr Vater Richard Woodville, 1. Earl Rivers, dem niederen englischen Rittertum angehörte. Ihr erster Mann Sir John Grey hatte zum lancastrischen Lager gehört. 
1469 kam es zum endgültigen Bruch zwischen Eduard IV. und Richard Neville. Dieser zog sich nach Calais zurück, begleitet von Eduards jüngerem Bruder George Plantagenet, 1. Duke of Clarence, der kurz darauf Nevilles älteste Tochter Isabella heiratete. Zeitgleich entfachte Richard Neville in Nordengland einen Aufstand gegen die Krone unter Robin of Redesdale und verbündete sich mit dem Haus Lancaster unter Margarete von Anjou. Die Aufständischen siegten am 26. Juli bei Edgecote gegen ein königliches Kontingent, das von Eduards Schwiegervater Earl Rivers und dessen Sohn John Woodville befehligt wurde. Richard Neville ließ die beiden umgehend hinrichten. Richards Bruder, der Erzbischof von York, George Neville, konnte Eduard IV. selbst in Middleham Castle gefangensetzen. Da der König weiterhin äußerst beliebt war, musste Neville ihn im Oktober wieder freilassen. Ein weiterer Aufstandsversuch im folgenden Frühjahr schlug fehl. Richard Neville und George Plantagenet mussten erneut nach Calais fliehen.
In dieser Situation scheint Neville von seinem Vorhaben, George zum neuen König zu machen, umgeschwenkt zu sein und unterstützte von nun an unmittelbar das Haus Lancaster mit dem immer noch lebenden Heinrich VI. Im Juli 1470 trafen Richard Neville und Margarete von Anjou zusammen, um die Wiedereinsetzung Heinrichs zu beschließen. Darüber hinaus sagte Ludwig XI. finanzielle und militärische Unterstützung für das Vorhaben zu. Angesichts dieser Übermacht gingen Eduard IV. und sein Bruder Richard (Herzog von Gloucester und später König Richard III.), im Oktober 1470 nach Alkmaar in Holland ins Exil.
Das Haus Lancaster schien die Rosenkriege für sich entschieden zu haben. Richard Neville und George Plantagenet zogen am 6. Oktober prunkvoll in London ein. Am 13. Oktober wurde Heinrich VI. erneut als König eingesetzt und das Parlament erklärte Eduard IV. für abgesetzt. Dieser begann im burgundischen Exil allerdings bereits mit dem Sammeln von Truppen. Zudem hatte ihm Elizabeth Woodville nach drei Töchtern mit Eduard einen Sohn und Thronfolger geboren. Sein Schwager Herzog Karl der Kühne von Burgund sagte ihm im Januar 1471 Geld und Truppen zu. Der „Königsmacher“ Richard Neville hatte derweil unter der Londoner Stadtbevölkerung, die Eduard unterstützte, auch die letzten Sympathien verloren. Die Schwachsinnigkeit von Heinrich VI. trat bei seinen wenigen offiziellen Auftritten deutlich zutage, Clarence zeigte sich politisch vollkommen uninteressiert und Margarete befand sich in Frankreich. Am 14. März 1471 landeten Eduard IV. und sein Bruder Richard bei Ravenspurn an der Mündung des Flusses Humber und marschierten in Richtung London. Kurz darauf traf Clarence sich mit seinen Brüdern, erhielt von Eduard die Vergebung und schloss sich wieder dem Haus York an.
Das folgende Osterfest wurde blutig. Richard Neville fiel im April 1471 in der Schlacht von Barnet, das entscheidende Gefecht zwischen den Truppen Yorks und Lancasters fand aber am 4. Mai bei Tewkesbury statt. Nicht zuletzt aufgrund der militärischen Unerfahrenheit Eduards, des Sohnes Heinrichs VI., der gemeinsam mit seiner Mutter und einem französischen Heer nach England gekommen war, wurde die Schlacht von Tewkesbury zu einer vernichtenden Niederlage für Lancaster. Der Prinz selbst wurde auf der Flucht erschlagen, möglicherweise von Clarence, wichtige lancastrische Anführer nach einem Schauprozess hingerichtet. Margarete geriet in die Gefangenschaft Eduards IV. Noch in der Nacht, nachdem der Sieger in London eingezogen war, wurde Heinrich VI. im Tower ermordet. Mit ihm erlosch die Linie der Lancasters.
Eduard IV. war Souverän des Hosenbandordens und zur Festigung seiner Allianz mit seinem Schwager Herzog Karl dem Kühnen von Burgund wurde er 1468 in den Orden vom Goldenen Vlies gewählt und 1470 aufgenommen.

## Die letzten Regierungsjahre
Fast sofort begannen neue Auseinandersetzungen, diesmal zwischen den beiden jüngeren Brüdern Eduards, George und Richard. George hatte als Ehemann Isabella Nevilles den Anspruch auf die Hälfte der umfangreichen Nevilleschen Besitzungen, die von der Krone eingezogen worden waren. Wegen des Todes seines Schwagers Edward, Prince of Wales, der mit der jüngeren Neville-Tochter Anne verheiratet gewesen war, beanspruchte er das komplette Erbe. Hier setzte allerdings der neunzehnjährige Richard an, der Anne heiraten wollte. George konnte Richards Ansprüche vorerst nicht ganz unterdrücken, machte aber seine Zustimmung zur Hochzeit im Februar 1472 von der massiven Zuteilung politischer Ämter und Neville-Ländereien durch Eduard IV. abhängig. Richard durfte schließlich Anne heiraten, wurde aber mit kleineren Ländereien und Ämtern in Nordengland vergleichsweise bescheiden bedacht. Dort gelang es ihm aber in den Folgejahren, eine stabile Machtbasis aufzubauen, vor allem in der vormals lancastrischen Stadt York.
George sank derweil immer weiter in der Gunst seines Bruders Eduard IV. Nach dem Tod seiner Frau Isabella 1476 versuchte er, eine Hochzeit mit Maria, der Erbin Burgunds, zu arrangieren, was Eduard ihm aber verbot. Als er kurz darauf in mehreren Prozessen unzulässig Druck auf die Gerichte ausübte, leitete Eduard einen Hochverratsprozess gegen seinen Bruder ein. Am 18. Februar 1478 wurde der Tod Georges bekanntgegeben. Der Sage nach durfte er, als letzte Gnade seines Bruders, seine Todesart aussuchen: George Plantagenet, der Duke of Clarence, wurde in einem Fass Malmsey-Wein ersäuft.
Nach dem Wiedererlangen seiner Herrschaft wurde Eduard IV. auch außenpolitisch wieder aktiv. Verbündet mit dem Herzog von Burgund ging er gegen Frankreich vor und landete 1475 bei Calais, schloss aber schnell mit Ludwig XI. Frieden (Vertrag von Picquigny) und lieferte Margarete von Anjou gegen umfangreiche Lösegeldzahlungen an ihn aus.
Im Innern stützte Eduard IV. sich auf Ritterschaft und Städte und schritt energisch gegen die geistlichen und weltlichen Lords ein. Eine kluge Finanzwirtschaft und strenge Eintreibung der Steuern und Zölle machten ihn zu einem der reichsten Fürsten seiner Zeit; durch Verträge mit der Hanse (Frieden von Utrecht (1474)) und den Niederländern suchte er Sicherheit der Schifffahrt herzustellen.
Am 9. April 1483 starb Eduard überraschend nach nur einwöchiger Krankheit. Das Königreich hinterließ er seinem ältesten Sohn Eduard V., zum Verweser bestimmte er seinen Bruder Richard, der sich kurz darauf selbst als Richard III. zum König machte.

## Nachkommen
Eduard IV. hatte aus seiner Ehe mit Elisabeth Woodville sieben Töchter und drei Söhne:
- Elizabeth of York (11. Februar 1466–11. Februar 1503) ⚭ König Heinrich VII. von England
- Mary of York (1467–1482)
- Cecily of York (20. März 1469–24. August 1507), ⚭ (1) John Welles, 1. Viscount Welles, ⚭ (2) Thomas Kyme
- Eduard V. (1470–1483), König von England
- Margaret of York (10. April 1472–11. Dezember 1472)
- Richard of Shrewsbury, 1. Duke of York (1473–1483)
- Anne of York (2. November 1475–23. November 1511) ⚭ Thomas Howard, 3. Duke of Norfolk
- George Plantagenet, 1. Duke of Bedford (1477–März 1479)
- Catherine of York (August 1479–15. November 1527) ⚭ William Courtenay, 1. Earl of Devon
- Bridget of York (10. November 1480–1517)

Seine außereheliche Beziehung mit Jane Shore (1445–um 1527) blieb kinderlos.
Mit Lady Eleonore Talbot, der Gattin des Sir Thomas Butler († 1461), hatte er einen unehelichen Sohn:
- Edward de Wigmore (um 1467–1468)[2]

Mit Elizabeth Lucy (geb. Waite) hatte er mindestens zwei uneheliche Kinder:
- Elizabeth Plantagenet (* um 1464) ⚭ Sir Thomas Lumley († 1487), Sohn und Erbe des George Lumley, 3. Baron Lumley († 1507)[2]
- Arthur Plantagenet, 1. Viscount Lisle (1470–1542)[2]

Er hatte weitere uneheliche Kinder, bei denen die Mutter unklar ist, darunter:
- Grace Plantagenet (1483–1492)[2]